# Воробьёва, Валентина Павловна
Валентина Павловна Воробьёва (1 июля 1927, Верхопенье — 7 июля 2014, Витебск) — советский хозяйственный, государственный и политический деятель.

## Биография
Родилась в 1927 году в селе Верхопенье. Член КПСС.
С 1950 года — на хозяйственной, общественной и политической работе. В 1950—1987 гг. — инженер, начальница цеха, заместитель директора, директор кожевенного завода имени Евстигнеева, секретарь, первый секретарь Первомайского райкома партии города Витебска, председатель Витебского городского исполнительного комитета.
Избиралась депутатом Верховного Совета Белорусской ССР 9-го и 10-го созывов.
Умерла в Витебске в 2014 году.

## Награды
- Орден Трудового Красного Знамени;
- Орден Дружбы народов;
- Орден «Знак Почёта».